# Red Dead Revolver
Red Dead Revolver — компьютерная игра в жанре приключенческого вестерна от третьего лица с открытым миром, разработанная американской компанией Rockstar San Diego и изданная Rockstar Games на консолях PlayStation 2 и Xbox в 2004 году. В Японии игра была издана компанией Capcom в 2005 году. В конце 2012 года стала доступна в PlayStation Store на PlayStation 3, а осенью 2016 года для PlayStation 4. Первая игра серии Red Dead.

## Игровой процесс
Игра является шутером от третьего лица, в котором игрок может свободно перемещаться в разрешенных пределах локаций, прыгать, использовать объекты для укрытия и различные виды вооружения.

### Одиночная игра
Одиночная кампания Red Dead Revolver состоит из 27 сюжетных миссий. После прохождения каждой игроку отображаются экран с успехами и полученных наград за голову. Имеется четыре различных уровня сложности, но изначально доступен только легкий уровень. Для того чтобы разблокировать следующий уровень, нужно пройти игру на предыдущем:
- «Normal Mode» (с англ. — «Нормальный») — легкий уровень, доступен по умолчанию;
- «Hard Mode» (с англ. — «Высокий») — сложный уровень, доступен после прохождения игры на лёгком;
- «Very Hard Mode» (с англ. — «Очень высокий») — очень сложный, доступен после прохождения игры на обычном сложном уровне;
- «Red Wood Revolver Mode» — доступный после прохождения игры на очень сложном. Модель игрока заменяется на деревянного манекена — персонажа Мэнни Куинн (англ. Manny Quinn).

«Dead Eye» (с англ. — «мертвый глаз») — способность главного героя, которая стала одной из отличительных геймплейных особенностей серии Red Dead. При прицеливании камера фокусируется на противнике, а время ненадолго замедляется (как при эффекте «буллет-тайм»), это позволяет игроку за отведённый промежуток выбрать места на противнике и поставить там отметки, дабы точнее поразить его. Количество отметок зависит от объёма магазина. После возвращения времени в обычный ход главный герой выпускает шквал пуль из оружия во врага в те места и в той последовательности, в которой были поставлены маркеры.

### Место действия
Действие Red Dead Revolver происходит на Диком Западе в 1880-е годы, в выдуманном регионе США, на границе с Мексикой. Большая часть игры сосредоточена вокруг вымышленного города «Бримстоун» (англ. Brimston) и в близлежащих окрестностях, которые включают в себя пустыни, каньоны, «города-призраки» и небольшие населённые пункты, подконтрольные бандитам. По ходу сюжета главный герой, Ред, попадает в «Бримстоун» несколько раз, посещает салуны, парикмахерские, отель, железнодорожный вокзал, различные магазины и банк. Периодически на улицах некоторые преступные личности бросают Реду вызов на дуэль, а местный шериф просит Реда разобраться с бандами, орудующими в округе. В самом городе хорошо передана классическая «атмосфера дикого запада».

### Мультиплеер
В Red Dead Revolver имеется многопользовательский режим игры, называемый Showdown Mode (рус. Схватка). Он позволяет двум или четырём игрокам, на одной консоли при помощи «разделённого экрана» (англ. Split screen), сразиться на различных картах (всего 13 карт плюс одна эксклюзивная для Xbox) с возможностью выбора своего персонажа, разнообразие которых велико. С самого начала доступно только восемь персонажей, доступ к остальным 40 разблокируется после выполнения определённых испытаний. У каждого персонажа своё оружие и уникальные способности, которые можно активировать после череды убийств или определённого времени.
Также в «Showdown Mode» имеется возможность игры и в одиночку — против противников, управляемых искусственным интеллектом.

#### Режимы игры
В «Showdown Mode» есть три режима игры, которые можно выставить в меню на экране выбора карты:
- «Bounty Hunter» — режим перестрелки «deathmatch», в которой выигрывает игрок, первым заполнивший шкалу требуемых убийств. Присутствует возможность выставить нужное количество убийств;
- «Sundown» — сражение игроков на картах в течение установленного времени. Побеждает убивший больше всех к концу матча. Имеется возможность выставить время продолжительности игры;
- «High Noon» — режим дуэли между игроками. Присутствует возможность выставить количество выигрышей в дуэли, требуемых для победы.

### Оружие
Игрок имеет возможность использовать широкий спектр оружия эпохи Гражданской войны в США, средины — конца XIX века: от револьверов до винтовок и дробовиков. Помимо огнестрельного оружия игрок может использовать и прочее снаряжение, такое как нож Боуи (англ. Knife), бутылка с зажигательной смесью (англ. Fire Bottle), динамитная шашка (англ. Dynamite) и так называемое «змеиное масло» (англ. Snake Oil). В некоторых миссиях встречается стационарное оружие в виде Пулемёта Гатлинга. Новое снаряжение и оружие можно приобрести во внутриигровых магазинах на локациях, а перед началом миссии игрок может выбрать или сменить его. Присутствует и ремонт оружия, хотя он и не играет значительной роли.

## Сюжет

### Пролог
Завязка истории начинается в 1870-х годах. Нейт Харлоу и его партнер «Грифф» находят большое месторождение золота в районе под названием «Медвежья Гора» (англ. Bear Mountain). Дабы отметить и увековечить это событие, Нейт и «Грифф» решают заказать каждому из них по уникальному револьверу с изображением скорпиона на рукоятках. Далее их пути разошлись.
Через некоторое время «Грифф» был захвачен мексиканскими военными и приговорен к расстрелу как шпион. Он предлагает Генералу Хавьеру Диего половину золота, найденного на «Медвежьей Горе», и показать местоположение золотой жилы, если тот пощадит его. Генерал соглашается, но позднее посылает свою «правую руку», Полковника Дарена, убить напарника «Гриффа» — Нейта Харлоу и его семью.

### Действие игры
Нейт Харлоу возвращается домой к семье на свою ферму, расположенную в районе Брокен-Крик (англ. Broken Creek). Его встречает жена-индианка «Падающая Звезда» и сын Ред, которым он рассказывает о своих находках. Нейт отдаёт юному сыну свой старый револьвер, после чего Ред идёт практиковаться в стрельбе по мишеням. В это время приходят люди Полковника Дарена и нападают на ферму Харлоу. Нейт с сыном пытаются отбиться от бандитов, но, к сожалению, мать и отец Реда погибают. Раненый юноша в последний момент хватает раскалённый револьвер отца, лежащий в огне, и стреляет в лидера бандитов, Дарена, сильно ранив его и оторвав ему руку. При этом сам Ред получает ожог на руке и в суматохе ему удаётся скрыться за оврагом у реки.
12 лет спустя после смерти родителей Ред взрослеет и становится охотником за головами. 1880-е года — скитаясь по окрестностям в поисках убийц родителей, он со своим псом приходит в небольшой форпост «Твин-Рокс» (англ. Twin Rocks), где встречает странствующего торговца «Кудрявого» Шоу, тот предлагает Реду свой товар, но их разговор прерывает пара преступников, завязывается перестрелка, которая привлекает внимание их лидера, «Кровавого» Тома (англ. «Bloody» Tom), и вся банда нападает на Реда. Одолев всех, Ред, надеясь получить за них награду, грузит их тела на телегу и отправляется в городок Видоус-Пэтч (англ. Widows Patch) к шерифу.

Главный герой игры — Ред

Придя в Видоус-Пэтч, он встречает Шерифа О’Грейди, который сообщает Реду, что он, к сожалению, ничего не может предложить ему, так как его город тоже захвачен бандитами во главе с «Уродливым» Крисом (англ. «Ugly» Chris). После того как члены банды убивают собаку Реда, он убивает «Уродливого» Криса и всех его головорезов, но шерифа ранят, и его дочь, Кэти, просит Реда доставить отца на поезде в город Бримстоун (англ. Brimston) к врачу.
По пути в город на железнодорожный состав нападают бандиты, отбив их, они прибывают в Бримстоун. На вокзале Ред передаёт раненого О’Грейди местному врачу, а сам отправляется к городскому шерифу по имени Бартлетт. Шериф за денежное вознаграждение по очереди предлагает Реду зачистить четыре логова местных банд и их лидеров — Свинью Джоша (англ. Pig Josh), Плохую Бесси (англ. Bad Bessie), Джесси Линча (англ. Jesse Lynch) и Мистера Блэка (англ. Mr. Black). Ред соглашается и берётся за работу, в ходе которой он знакомится с Джеком Свифтом, освобождая его из плена. Покончив со всеми, Ред возвращается к шерифу Бартлетту за положенным вознаграждением, но тот сообщает ему, что он не в состоянии сейчас заплатить ему, так как фургон с деньгами ещё не прибыл в банк.
Придя в банк, Ред видит местную владелицу ранчо Энни Стоукс, которая умоляет менеджера не забирать её землю и дать больше времени, чтобы погасить долг, но тот ей отказывает. Убитая горем Энни возвращается на свою ферму и обнаруживает там бандитов, спасая скот из горящего амбара, она убивает всех. В это же время Ред, забрав свои положенные деньги у банкира, пригрозив ему, приходит к Энни и отдаёт их ей, дабы она могла сохранить свою ферму.
Позднее Ред узнает, что губернатору Гриффону принадлежит часть золотых приисков на «Медвежьей Горе». Вспомнив, что его родителей убили из-за этой шахты, Ред идет к местной горожанке Энни Стоукс, которая может потерять свою ферму, за информацией. Это приводит его вновь к шерифу Бартлетту, где он понимает, что Генерал Диего и Полковник Дарен до сих пор живы, и что за их головы назначена награда. С помощью своего двоюродного брата по матери, индейца под прозвищем «Теневой Волк», Ред атакует Форт-Диего и убивает Дарена. Далее Ред на лошади самостоятельно начинает преследовать бронепоезд Генерала Диего с украденным золотом. После завязавшейся перестрелки Диего, тяжело раненый, пытается торговаться в обмен на жизнь, но Ред убивает его.
Затем позднее, в ходе ковбойского соревнования по стрельбе «Королевская битва» (англ. Battle Royale), Ред узнает от Энни Стоукс и Джека Свифта, что губернатор Гриффон — это старый знакомый его отца под прозвищем «Грифф», тот, который «продал» его родителей Генералу Диего. Губернатор Гриффон заказывает убийство Реда у чемпиона соревнований — Мистера Келли, но Ред убивает Келли и далее преследует «Гриффа» до его особняка. Там Ред находит и убивает «Гриффа» в ходе дуэли. За убийство «Гриффа» шериф предлагает Реду положенные ему 5 тысяч долларов, но он отказывается, отдавая их Энни и Солдату Буффало. Забрав «Револьвер Скорпион» у «Гриффа», Ред уходит, говоря напоследок Бартлетту: «Дело было не в деньгах».

## Музыка
Специально для игры компанией Rockstar Games было лицензировано большое количество музыки из классических спагетти-вестерн фильмов 60—70-х годов, включая композиции, написанные известным итальянским композитором Эннио Морриконе. В 2007 году в маркетинговых целях саундтрек игры, в который вошли 19 треков, был выпущен на CD в США под лейблом Falling Mountain Music.

| №                   | Название                           | Автор(ы)                | Длительность |
| ------------------- | ---------------------------------- | ----------------------- | ------------ |
| 1.                  | «Main Theme»                       | Луис Энрикес Бакалов    | 1:07         |
| 2.                  | «Lucas»                            | Джанфранко Ревербери    | 2:15         |
| 3.                  | «Gringos A Cabalo»                 | Франческо Де Мази       | 1:52         |
| 4.                  | «Un Uomo, Un Cavallo, Una Pistola» | Стельвио Чиприани       | 3:40         |
| 5.                  | «Jackie»                           | Пьеро Пиччони           | 2:31         |
| 6.                  | «Sombrero»                         | Пьеро Пиччони           | 2:01         |
| 7.                  | «Nevada, Delitto Fra Le Montagne»  | Стельвио Чиприани       | 2:06         |
| 8.                  | «Il Bandito Messicano»             | Бенедетто Гилья         | 2:46         |
| 9.                  | «Il Falso Soldato»                 | Бенедетто Гилья         | 2:56         |
| 10.                 | «Agguato A Dallas»                 | Луис Энрикес Бакалов    | 2:22         |
| 11.                 | «L'Ultimo Mercenario»              | Бруно Николаи           | 2:49         |
| 12.                 | «Suor Omicidi»                     | Алессандро Алессандрони | 4:50         |
| 13.                 | «Gli Fumavano Le Colt»             | Бруно Николаи           | 1:50         |
| 14.                 | «Una Bara Per Lo Sceriffo. Part 1» | Франческо Де Мази       | 1:38         |
| 15.                 | «Una Bara Per Lo Sceriffo. Part 2» | Франческо Де Мази       | 2:27         |
| 16.                 | «Un Uomo Chiamato Apocalisse Joe»  | Бруно Николаи           | 2:54         |
| 17.                 | «E Per Tetto Un Cielo Di Stelle»   | Эннио Морриконе         | 4:27         |
| 18.                 | «Lucas (Alternate)»                | Джанфранко Ревербери    | 2:14         |
| 19.                 | «Main Theme Reprise»               | Луис Энрикес Бакалов    | 2:08         |
| Общая длительность: | Общая длительность:                | Общая длительность:     | 48:33        |

| Полный список саундтрека игры | Полный список саундтрека игры | Полный список саундтрека игры                                                     | Полный список саундтрека игры                                                                                    |
| Композитор                    | Год                           | Оригинальный фильм                                                                | Названия использованных композиций                                                                               |
| ----------------------------- | ----------------------------- | --------------------------------------------------------------------------------- | --- |
| Джанфранко Ревербери          | 1968                          | «Preparati la bara!» (Приготовь гроб)                                             | «Lucas» |
| Франческо Де Мази             | 1966                          | «Sette dollari sul rosso» (Семь долларов на красном)                              | «Gringos a Caballo» и «Bloody Sunset»                                                                            |
| Франческо Де Мази             | 1967                          | «Quella sporca storia nel West» (Джонни Гамлет)                                   | «Suspense Al Villaggio L’assulto Di Santana» и «Johnny Sulla Croce»                                              |
| Стельвио Чиприани             | 1967                          | «Un uomo, un cavallo, una pistola» (Возвращение странника)                        | «Un Uomo, Un Cavallo, Una Pistola», «Faccia A Terrra», «Le Pistole Attendo», «Sentiero Rosso» и «Esterno Saloon» |
| Пьеро Пиччони                 | 1964                          | «Le Justicier du Minnesota» (Земля Миннесоты)                                     | «Long Neck», «Jackie», Siddle Sack", «Sombrero» и «Tumble Weed»                                                  |
| Джанни Феррио                 | 1965                          | «Un dollaro bucato» (Прострелянный доллар)                                        | «Pistololeros In Agguato»                                                                                        |
| Бруно Николаи                 | 1971                          | «Anda muchacho, spara!» (Стреляй сразу, мальчик!)                                 | Треки № 5, № 10 и № 13                                                                                           |
| Бруно Николаи                 | 1966                          | «Django spara per primo» (Джанго стреляет первым)                                 | Трек № 19 |
| Стельвио Чиприани             | 1972                          | «El más fabuloso golpe del Far-West» (The Boldest Job in the West)                | «Nevada», «La Confessione And Nevada» и «Delitto Fra Le Montagne»                                                |
| Даниэль Патуччи               | 1972                          | «Los amigos» (Друзья)                                                             | «Per Salvarsi»                                                                                                   |
| Бенедетто Гилья               | 1967                          | «Un dollaro tra i denti» (Доллар истинный и фальшивый)                            | «Il Bandito Messicano» и «Il Falso Soldato»                                                                      |
| Бруно Николаи                 | 1968                          | «Corri, uomo, corri» (Беги, Кучильо, беги)                                        | «Fuga Dall’Ovest»                                                                                                |
| Эннио Морриконе               | 1980                          | «Stark System» (Система Старка)                                                   | «Umor Giallo» |
| Луис Энрикес Бакалов          | 1969                          | «Il prezzo del potere» (Цена власти)                                              | «Agguato A Dallas», «Il Fischio» и «Ill Ponte»                                                                   |
| Нино Рота                     | 1976                          | «Il Casanova di Federico Fellini» (Казанова Федерико Феллини)                     | «L’Uccello Magico», «L’Uccello Magico A Roma» и «Il Duca Di Wuttenberg»                                          |
| Жан Пьер Ревербери            | 1968                          | «Ringo, il cavaliere solitario» (Ringo the Lone Rider)                            | Трек № 5 |
| Бруно Николаи                 | 1968                          | «L’ultimo mercenario» (Наемник)                                                   | Треки № 15 и № 19                                                                                                |
| Алессандро Алессандрони       | 1979                          | «Suor Omicidi» (Монашка-убийца)                                                   | Трек № 4 |
| Бруно Николаи                 | 1970                          | «Buon funerale amigos!… paga Sartana» (Добрых похорон, друг мой!... Сартана идёт) | Треки № 3, № 5, № 9 и № 10                                                                                       |
| Бруно Николаи                 | 1971                          | «Gli fumavano le Colt… lo chiamavano Camposanto» (Пуля для незнакомца)            | Треки № 12, № 15, № 17, и № 20                                                                                   |
| Франческо Де Мази             | 1965                          | «Una Bara per lo sceriffo» (Гроб для шерифа)                                      | Треки № 2, № 4, № 6, и № 7                                                                                       |
| Франческо Де Мази             | 1965                          | «Il ranch degli spietati» (Человек из Оклахомы)                                   | Треки № 11 и № 22                                                                                                |
| Бруно Николаи                 | 1970                          | «Un uomo chiamato Apocalisse Joe» (Апокалипсис Джо)                               | Треки № 12, № 13, и № 15                                                                                         |
| Бруно Николаи                 | 1973                          | «Lo chiamavano Tresette… giocava sempre col morto» (Трюкач Дики)                  | Треки № 18, № 23, и № 27                                                                                         |
| Марио Миларди                 | 1971                          | «Prega il morto e ammazza il vivo» (Стреляй в живых и молись за мертвых)          | Треки № 26, № 28, № 29 и № 30                                                                                    |
| Луис Энрикес Бакалов          | 1966                          | «Quién sabe?» (Золотая пуля)                                                      | «Al Tren!» |
| Луис Энрикес Бакалов          | 1971                          | «Lo chiamavano King» (Его звали Король)                                           | «Main Theme» |
| Роберто Прегадио              | 1969                          | «Il pistolero dell’Ave Maria» (Забытый стрелок)                                   | «Senza Scampo» и «Ballata Per Un Pistolero»                                                                      |
| Франко Микалицци              | 1970                          | «Lo chiamavano Trinità…» (Меня зовут Троица)                                      | «Trinity: A Mollo Nella Tinozza»                                                                                 |
| Эннио Морриконе               | 1968                          | «…e per tetto un cielo di stelle» (...под крышей неба, полной звёзд)              | «Main Titles» |
| Харри Коэн                    | 2004                          | (оригинальный саундтрек)                                                          | «Saloon Piano» (трек состоит из 12 частей)                                                                       |

## Разработка
Разработка Red Dead Revolver была начата японской компанией Capcom в самом начале 2000-х годов, эксклюзивно для консоли PlayStation 2. Игра являлась духовным наследником Gun.Smoke, вышедшей в 1985 году. Изначальная версия игры от Capcom имела совсем другой стиль, по словам PR-менеджера Rockstar Games Хэмиш Браун, в интервью BBC News, она была «чрезмерно аркадной» и фантастической, так, например, в игре «присутствовал персонаж, который мог летать». Со временем Capcom начали сотрудничать и разрабатывать игру в тандеме с американской студией Angel Studios, которая впоследствии была преобразована в Rockstar San Diego.
Анонс игры состоялся 20 мая 2002 года на предварительной пресс-конференции Capcom в рамках игровой выставки Electronic Entertainment Expo. Позднее, в сентябре, проект также был показан на Tokyo Game Show и в январе 2003 года на пресс-конференции Capcom в Лас-Вегасе. Однако после этого Capcom перестала публиковать какие-либо новости об игре, и летом 2003 года появились слухи, что проект был заморожен. В сентябре Ацуси Инаба опроверг их, заявив, что игра не отменена.
18 декабря 2003 года Rockstar Games повторно анонсировали Red Dead Revolver для консолей PlayStation 2 и Xbox. 22 марта 2004 года Rockstar был запущен официальный сайт игры. После того как права на игру перешли Rockstar, и разработкой полностью занялась Rockstar San Diego, в игре был изменён сюжет и стиль с так называемого вирд-вест (англ. Странный Запад) в сторону спагетти-вестерна, это позволило добавить в игру больше насилия и более проработанных персонажей. Игра построена на игровом движке Angel Game Engine, разработанном Angel Studios для серии аркадных гонок Midnight Club, в то же время для аутентичности используются эффекты «зернистости» и «старой киноплёнки». В игру также были внедрены многочисленные отсылки к произведениям кинематографа.

Схожесть Реда и Клинта Иствуда

При создании образа главного героя Реда Харлоу разработчики вдохновлялись образом персонажа, известным как «Человек без имени», которого сыграл актёр Клинт Иствуд в серии спагетти-вестерн фильмов, известных как «Долларовой трилогии» режиссёра Серджо Леоне — «За пригоршню долларов» (1964), «На несколько долларов больше» (1965), «Хороший, плохой, злой» (1966), а также главным героем фильма «Джоси Уэйлс — человек вне закона» 1976 года. Кроме внешнего сходства Реда и персонажей Иствуда, они схожи и характером — на протяжении всей игры Ред говорит очень редко, только когда это крайне необходимо и всегда несколькими словами. Озвучил Реда американский актёр Роберт Бог.

### Выход игры
Во время разработки Red Dead Revolver дата выхода неоднократно переносилась, так изначально Capcom планировала выпустить игру в конце 2002 года, однако перенесла её на март 2003 года. После передачи прав на игру Rockstar Games, новый издатель объявил релиз на весну 2004 года, но впоследствии выход был перенесён с конца апреля на май.
Игра была выпущена на консоли PlayStation 2 и Xbox 4 мая 2004 года в Северной Америке и 11 июня в Европе. В Японии игра вышла 26 мая 2005 года. 22 ноября 2005 года Red Dead Revolver стала доступна на Xbox 360 по программе обратной совместимости с оригинальным Xbox, но из-за постоянного вылета в главе «Saloon Fight», она является непроходимой на Xbox 360, в дальнейшем данный «баг» так и не был исправлен в последующих обновлениях эмулятора Xbox.
18 декабря 2012 года была выпущена на консоль PlayStation 3 как «Классика PlayStation 2», но в 2014 году по непонятным причинам игра была удалена из PlayStation Store. 12 сентября 2016 года Red Dead Revolver по ошибке стала доступна на непродолжительное время в австралийском PlayStation Store на PlayStation 4. Официальный выход игры на PlayStation 4 состоялся 11 октября во всех регионах. Порт на PlayStation 4 представляет собой оригинальную версию игры PlayStation 2, но с поддержкой более высокого разрешения, системы трофеев, Remote Play и Share Play.

## Восприятие
| Сводный рейтинг       | Сводный рейтинг | Сводный рейтинг | Сводный рейтинг |
| Издание               | Оценка          | Оценка          | Оценка          |
| Издание               | Общая           | PS2             | Xbox            |
| --------------------- | --------------- | --------------- | --------------- |
| GameRankings          | N/A             | 74,59 %         | 74,29 %         |
| Metacritic            | N/A             | 73/100          | 74/100          |
| MobyRank              | N/A             | 72/100          | 72/100          |
| Иноязычные издания    |                 |                 |                 |
| Издание               | Оценка          | Оценка          | Оценка          |
| Издание               | Общая           | PS2             | Xbox            |
| Edge                  | 8/10            | N/A             | N/A             |
| EGM                   | 6/10            | N/A             | N/A             |
| Eurogamer             | N/A             | N/A             | 6/10            |
| Famitsu               | 31/40           | N/A             | N/A             |
| G4                    | N/A             | N/A             | [ 54 ]          |
| Game Informer         | 8/10            | N/A             | N/A             |
| GamePro               | N/A             | 82/100          | 82/100          |
| GameSpot              | N/A             | 7,3/10          | 7,3/10          |
| GameSpy               | N/A             | [ 60 ]          | N/A             |
| GamesRadar+           | [ 61 ]          | N/A             | N/A             |
| GameZone              | N/A             | 7,2/10          | 7,5/10          |
| IGN                   | N/A             | 7,5/10          | N/A             |
| WorthPlaying          | N/A             | 7,5/10          | 7,5/10          |
| 3DAvenue.com          | N/A             | 87/100          | 88/100          |
| 4Players              | N/A             | 81 %            | 82 %            |
| DarkStation           | N/A             | 7/10            | N/A             |
| Game Chronicles       | N/A             | N/A             | 8,9/10          |
| Game Over Online      | N/A             | 83 %            | 83 %            |
| GameCritics           | N/A             | N/A             | 8/10            |
| Gameplanet            | N/A             | [ 75 ]          | [ 76 ]          |
| Gamezilla             | N/A             | 3,75/5          | 3,75/5          |
| Total Video Games     | N/A             | N/A             | 8/10            |
| Yahoo! Games          | N/A             | N/A             | 5/10            |
| Русскоязычные издания |                 |                 |                 |
| Издание               | Оценка          | Оценка          | Оценка          |
| Издание               | Общая           | PS2             | Xbox            |
| «Страна игр»          | N/A             | 7,0/10          | N/A             |

### Рецензии
После выхода Red Dead Revolver получила положительные отзывы критиков. На сайте GameRankings, который показывает средний рейтинг игры в виде процентного соотношения к 100, рассчитал оценку версии для PlayStation 2 в районе 74,59 %, основываясь на 49 обзорах, версия для Xbox набрала 74,29 % на основе 60 обзоров. Средний балл на сайте Metacritic у версии для PlayStation 2 — 73/100 (на основе 42 обзоров) и для Xbox версии — 74/100 (на основе 61 обзора).
В основном рецензенты хвалили игру за её сюжет, звуковую составляющую, неповторимый стиль и атмосферу, однако критиковали за некоторые аспекты игрового процесса и слабую для своего времени графику. Было отмечено, что версия для Xbox, по сравнению с PlayStation 2, идёт в более высоком разрешении и с лучшими текстурами.

### Продажи
Согласно данным, опубликованным NPD Group, Red Dead Revolver стала самой продаваемой игрой в мае 2004 года, а уже в июне общие продажи составили 140 тысяч копий игры. 31 июля 2004 года издатель Take-Two Interactive объявил, что по итогам третьего квартала финансового года, Red Dead Revolver и Grand Theft Auto: Vice City стали её самыми продаваемыми проектами. 12 марта 2008 года Take-Two Interactive отчитались, что было продано 1,5 млн копий игры во всём мире. По данным сайта VG Chartz, на 17 июня 2017 года, было продано 2 млн копий игры, суммарно на консоли PlayStation 2 и Xbox.

### Награды
| 2002 | IGN’s Best of E3 2002 Awards | Лучшая презентация     | Red Dead Revolver                 | 2-е место | [ 90 ] |
| 2005 | Golden Reel Awards 2005      | Лучший звуковой монтаж | Джеффри Р. Витчер (звукорежиссёр) | Номинация | [ 91 ] |

В 2010 году Red Dead Revolver была включена на 609 место в книге «1001 игра, в которые вы должны сыграть до того, как умрёте».

## Продолжение
Слухи о продолжении Red Dead Revolver появились в 2005 году. 16 мая 2005 года во время конференции Sony с анонсом консоли PlayStation 3 на выставке E3 2005, был показан тизер-трейлер нового эксклюзивного проекта от Rockstar Games, под рабочим названием «Old West Project». Новый безымянный проект был неофициально прозван как Red Dead Revolver 2, между тем на протяжении нескольких лет после анонса Rockstar Games так и не обнародовали никакой информации об игре.
4 февраля 2009 году была анонсирована Red Dead Redemption, разработанная Rockstar San Diego и являющаяся «духовным преемником» Red Dead Revolver. После нескольких переносов вторая игра серии Red Dead вышла в мае 2010 года на игровые консоли PlayStation 3 и Xbox 360. Red Dead Redemption получила множество крайне положительных отзывов от критиков и широкое признание игроков, которые образовали вокруг игры постоянное интернет-сообщество фанатов.